# Pusillargillus
Pusillargillus är ett släkte av kräftdjur som beskrevs av Rony Huys och David Everett Thistle 1989. Pusillargillus ingår i familjen Canthocamptidae.
Släktet innehåller bara arten Pusillargillus nixe.